# Жиро, Жоель
Жое́ль Жиро́ (фр. Joël Giraud; род. 14 октября 1959, Гап) — французский политический и государственный деятель, министр развития территорий и связей с местным самоуправлением (2022).

## Биография
Окончил Высшую национальную школу почты и телекоммуникаций, в 1986 году начал политическую карьеру с избрания в муниципальный совет города с населением около 2 тысяч человек Л’Аржантьер-ла-Бессе. С 1989 по 2017 год являлся мэром этого города, одновременно с 2004 по 2014 год занимал должность заместителя председателя регионального совета Прованс — Альпы — Лазурный Берег. В 2002 году был избран в Национальное собрание от Радикальной левой партии, в 2007 и 2012 годах переизбран, в 2017 году вновь подтвердил свой мандат, но теперь в качестве кандидата одновременно от РЛП и партии «Вперёд, Республика!». В 2017—2020 годах — парламентский докладчик по бюджету.
26 июля 2020 года назначен государственным секретарём по делам сельских местностей в правительстве Кастекса.
5 марта 2022 года министр развития территорий Жаклин Гуро ушла в отставку из-за назначения её в состав Конституционного совета Франции, и освободившуюся вакансию заместил Жиро.
20 мая 2022 года было сформировано правительство Борн, в котором Жиро не получил никакого назначения.